# 6613 Williamcarl
6613 Williamcarl (1994 LK) là một tiểu hành tinh vành đai chính được phát hiện ngày 2 tháng 6 năm 1994 bởi C. W. Hergenrother ở Catalina Station.